# Quinta do Sumidouro
A Quinta do Sumidouro é um imóvel rural construído em 1674 no interior da Capitania de São Vicente. O imóvel se localiza no distrito de Fidalgo, município de Pedro Leopoldo, Minas Gerais. Serviu de residência temporária aos bandeirantes Fernão Dias e Borba Gato, bem como forneceu mantimentos e víveres para os sertanistas das expedições em busca de minerais preciosos.
Juntamente com a Capela de Nossa Senhora do Rosário, a Casa e Sítio da Quinta do Sumidouro tem suas origens na expedição bandeirante de 1674. Conta a tradição que o aventureiro, diante das grandes dificuldades dos caminhos e carência de recursos, fixou parte da expedição no local denominado Anhanhonhacanhuva, que significa em tupi: água parada que some no buraco, onde construíram o arraial de São João do Sumidouro.
Fernão Dias escolheu nos arredores um sítio de terras mais férteis para o plantio extensivo, onde construiu sua residência, ficando o local conhecido como Quinta do Sumidouro. Data provavelmente desta época a edificação da Capela do Rosário da Quinta do Sumidouro e local onde veio a falecer, que pode ser incluída entre as primeiras capelas de Minas Gerais.